# Kursrisk
Kursrisk (även kallat ränterisk) är ett mått som uttrycker risken för kursförändringar eller räntekänslighet uttryckt som den procentuella förändring av värdet på en form av räntebunden investering eller lån som sker då statens marknadsräntor förändras med en procentenhet.